# Salyan (huyện)
Salyan (tiếng Nepal:सल्यान) là một huyện thuộc khu Rapti, vùng Trung Tây Nepal, Nepal. Huyện này có diện tích 1462 km², dân số thời điểm năm 2001 là 213500 người.

## Dân số
Biến động dân số giai đoạn 1952-2001:
| Năm    | 1952   | 1961   | 1971   | 1981   | 1991   | 2001   |
| ------ | ------ | ------ | ------ | ------ | ------ | ------ |
| Dân số | 375507 | 415524 | 141457 | 152063 | 181785 | 213500 |